# Behave (Jett Rebel)
Behave is een nummer van de Nederlandse zanger Jett Rebel uit 2021. Het is de tweede single van zijn negende studioalbum Pre-Apocalypse Party Playlist.
"Behave" gaat over vriendschap, altijd jezelf kunnen zijn en over het standpunt dat het leven goed is. Ondanks dat het nummer door diverse radiostations gedraaid werd, bereikte het net als voorganger Love Right Now geen positie in de Nederlandse hitlijsten.